# سیگنچر ایویشن
سیگنچر ایویشن (انگلیسی: Signature Aviation) شرکت هوافضای بریتانیایی است، که در سال ۱۸۷۹ تأسیس شد.